# سیارک ۹۷۰۰
سیارک ۹۷۰۰ (به انگلیسی: 9700 Paech، نامگذاری:3058T-1) نه هزار و هفتصدمین سیارک کشف شده‌است که در ۲۶ مارس ۱۹۷۱ کشف شد.
قدر مطلق سیارک برابر ۱۴٫۷۰ است.